# L'assedio dell'Alcazar
L'assedio dell'Alcazar è un film del 1940 diretto da Augusto Genina.
Vinse la Coppa Mussolini per il miglior film italiano alla Mostra internazionale d'arte cinematografica.

## Trama
Rievocazione storica dell'assedio dell'Alcázar, accademia militare di Toledo, e della resistenza dei militari e della popolazione durante la guerra civile spagnola.
Oltre un mese di assedio degli antifranchisti, con la narrazione della vita quotidiana, delle nascite e delle morti, degli stenti delle famiglie terrorizzate e dei militari che s'oppongono ai tentativi del nemico d'entrare nella cinta fortificata.
Continui bombardamenti sia dall'aria che da terra, sino all'arrivo delle truppe franchiste.

## Produzione
L'Assedio dell'Alcázar fu girato negli stabilimenti romani di Cinecittà per gli interni ed a Toledo per gli esterni.
Realizzata dai fratelli Bassoli, anche in versione spagnola, la pellicola impiegò un notevole gruppo di attori e comparse, con uno sforzo finanziario non comune. Il regista della seconda unità (Primo Zeglio, marito dell'attrice Paola Barbara) si trovava già a Madrid, in quel periodo, occupato a girare film in lingua spagnola.

## Promozione

### Manifesti e locandine
La realizzazione dei manifesti del film fu affidata ai pittori Anselmo Ballester e Sergio Gargiulo
- Il bozzetto

## Distribuzione
Il film venne distribuito nel circuito cinematografico italiano il 20 agosto del 1940.
In Spagna il film arrivò nelle sale il 28 ottobre del 1940 con il titolo Sin novedad en el Alcázar.

## Accoglienza

### Incassi
Pur non disponendo di dati ufficiali sugli introiti economici del film (mancanti per quasi tutta la cinematografia italiana degli anni trenta e della prima metà dei quaranta), alcune fonti rilevano che L'assedio dell'Alcazar fu uno dei film di maggior successo del periodo, con un introito economico di oltre 7.000.000 di lire dell'epoca.

### Critica
(Michelangelo Antonioni)
(G. Gersa)
(Gian Piero Brunetta)